# Bill Paxton
William "Bill" Paxton (17 tháng 5 năm 1955 – 25 tháng 2 năm 2017) là một diễn viên và đạo diễn Mỹ. Các phim ông đã tham gia bao gồm The Terminator (1984), Weird Science (1985), Aliens (1986), Predator 2 (1990), True Lies (1994), Apollo 13 (1995), Twister (1996), và Titanic (1997). Paxton cũng diễn xuất trong loạt phim HBO Big Love (2006 – 2011) và đã được đề cử cho một giải Primetime Emmy cho loạt phim Hatfields & McCoys (2012).

## Tiểu sử

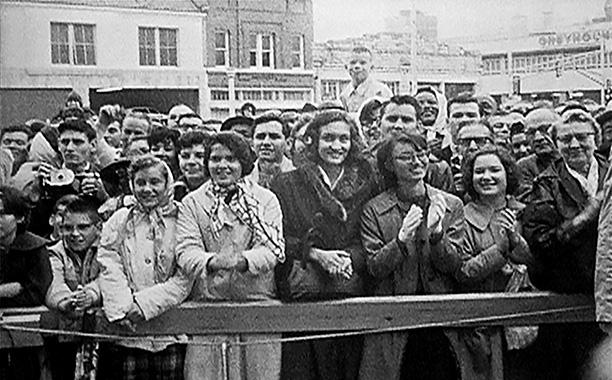
Paxton (cậu bé được bế cao lên giữa đám đông) trước JFK emerges from Hotel Texas on 22 tháng 11 năm 1963

Paxton sinh ra và lớn lên ở Fort Worth, Texas, là con trai của Mary Lou (nhũ danh Gray) và John Lane Paxton. Cha ông là một doanh nhân, nhà bán gỗ sỉ, điều hành bảo tàng, và đôi lúc làm diễn viên. Mẹ ông theo Công giáo Rôma, do đó các con bà được nuôi dạy theo đức tin của bà. Paxton đã ở trong đám đông khi tổng thống John F. Kennedy ra khỏi khách sạn Texas sáng ngày ông bị ám sát ngày 22 tháng 11 năm 1963. Các bức ảnh chụp cậu bé tám tuổi Paxton được bế lên cao trên đám đông đang được trưng bày ở Sixth Floor Museum tại Dallas, Texas.

## Đời tư
Paxton kết hôn với Kelly Rowan từ năm 1979 đến 1980. Năm 1987, ông kết hôn với Louise Newbury; họ có hai người con, James và Lydia.

Ngày 25 tháng 2 năm 2017, Paxton qua đời ở tuổi 61 sau nhiều cộng hưởng từ ca phẫu thuật tim.